# PGA European Tour
Die PGA European Tour ist eine Organisation mit Hauptsitz im Wentworth Club in Virginia Water, Surrey, England. Sie betreibt die drei führenden professionellen Golf-Turnierserien Europas:
- Die DP World Tour, früher European Tour (die höchste Spielklasse)
- Die Challenge Tour (die zweithöchste Spielklasse)
- Die European Seniors Tour (für Professionals über 50 Jahre)

Ursprünglich wurde sie als rein europäische Tournee abgehalten. Die DP World Tour breitete sich im Laufe ihrer Geschichte immer mehr aus. Es finden Turniere auf allen Erdteilen statt. Ausgenommen ist Nordamerika, das der US-amerikanischen PGA Tour vorbehalten bleibt. Die vier sogenannten Majors (Masters, US Open, The Open Championship und PGA Championship) sind mittlerweile Bestandteil sowohl der PGA European Tour als auch der PGA Tour, wobei die Veranstaltung dritten Organisationen obliegt.
Die PGA European Tour richtet auch den Ryder Cup in Kooperation mit der PGA of America aus.

## Qualifikationskriterien
Spielberechtigt für die folgende Saison sind die ersten 110 Golfer des DP World Tour Ranking (European Tour Geldrangliste) der abgelaufenen Saison. Entscheidend für diese Einstufung ist das DP World Tour Ranking nach Abschluss der regulären Spielzeit vor den 'Final Series'. Zusätzlich spielberechtigt für die DP World Tour Ranking sind die ersten 15 Teilnehmer der zweitklassigen Challenge Tour. Die PGA European Tour hält darüber hinaus jährlich im Herbst mehrere  Qualifikationsturniere, die PGA European Tour Qualifying School in drei Qualifying Stages ab, bei denen die ersten 30 der Final Qualifying Stage die Spielberechtigung für das folgende Jahr auf der DP World Tour erhalten.

## DP World Tour Ranking
Mit der Saison 2022 erhielt die Geldrangliste den Titel DP World Tour Ranking. Zur Saison 2009 wurde die traditionelle Geldrangliste der European Tour, die European Tour Order of Merit, vom Race to Dubai abgelöst.
Das DP World Tour Ranking ist eine mit einem Bonus-Preispool dotierte Wettkampfserie bestehend aus allen für die Geldrangliste relevanten Turnieren der DP World Tour einer Saison. Es wird mit der DP World Tour Championship im Jumeirah Golf Estates in Dubai beendet, die mit einem aktuellen Preisgeld von 8 Mio. USD eines der höchstdotierten Golfturniere weltweit ist. Die Spieler auf den Rängen 1 bis 60 im Race to Dubai nach Abschluss des Turniers in der vorhergehenden Woche qualifizieren sich für das Saisonabschlussturnier.
Der Gesamtsieger des DP World Tour Ranking erhält eine 10-jährige Spielberechtigung auf der European Tour und wie schon bisher die Harry Vardon Trophy.
2011 und 2012 startete die Saison bzw. das DP World Tour Ranking im Januar und wurde im Dezember (2011) bzw. November (2012) mit der Dubai World Championship beendet. Seit 2013 beginnt die Saison bzw. das DP World Tour Ranking bereits im Dezember (2012/2013), im November (2013/2014) bzw. Dezember (2014/2015). Den Abschluss der Saison bilden seit 2013 die aus vier Turnieren bestehende Final Series mit der DP World Tour Championship, Dubai als Höhepunkt. 2014 wurde für die Final Series ein Punktesystem eingeführt, wobei die besten 15 sich am Ende den Bonuspool von 5 Mio. US$ aufteilten.
2024 gewann Rory McIlroy seinen sechsten Race to Dubai-Titel und stellte damit den Rekord von Severiano Ballesteros ein.
| Jahr | Sieger             | Land               | Punkte        |
| ---- | ------------------ | ------------------ | ------------- |
| 2024 | Rory McIlroy       | Nordirland         | 6.997.700     |
| 2023 | Rory McIlroy       | Nordirland         | 5.296.000     |
| 2022 | Rory McIlroy       | Nordirland         | 4.754.000     |
| 2021 | Collin Morikawa    | Vereinigte Staaten | 5.856.400     |
| 2020 | Lee Westwood       | England            | 3.128.000     |
| 2019 | Jon Rahm           | Spanien            | 5.898.300     |
| 2018 | Francesco Molinari | Italien            | 6.041.521     |
| 2017 | Tommy Fleetwood    | England            | 5.386.955     |
| 2016 | Henrik Stenson     | Schweden           | 5.289.506     |
| 2015 | Rory McIlroy       | Nordirland         | 4.727.253     |
| 2014 | Rory McIlroy       | Nordirland         | 7.149.503     |
| 2013 | Henrik Stenson     | Schweden           | 4.103.796     |
| Jahr | Sieger             | Land               | Verdienst (€) |
| 2012 | Rory McIlroy       | Nordirland         | 5.519.118     |
| 2011 | Luke Donald        | England            | 5.323.400     |
| 2010 | Martin Kaymer      | Deutschland        | 4.461.010     |
| 2009 | Lee Westwood       | England            | 4.237.762     |

## European Tour Order of Merit
Die Geldrangliste der Tour wird in Euro geführt, obwohl gut die Hälfte der Preisgelder in britischen Pfund oder US-Dollar ausgeschrieben werden. In diesem Falle wird der Umrechnungskurs zum Zeitpunkt des Turnieres herangezogen. Der jeweilige Sieger wurde am Ende der Saison mit der Harry Vardon Trophy ausgezeichnet.
| Jahr | Sieger             | Land       | Verdienst (€) |
| ---- | ------------------ | ---------- | ------------- |
| 2008 | Robert Karlsson    | Schweden   | 2.732.748     |
| 2007 | Justin Rose        | England    | 2.944,945     |
| 2006 | Pádraig Harrington | Irland     | 2.489.337     |
| 2005 | Colin Montgomerie  | Schottland | 2.794.223     |
| 2004 | Ernie Els          | Südafrika  | 4.061.904     |
| 2003 | Ernie Els          | Südafrika  | 2.975.374     |
| 2002 | Retief Goosen      | Südafrika  | 2.360.127     |
| 2001 | Retief Goosen      | Südafrika  | 2.862.806     |
| 2000 | Lee Westwood       | England    | 3.125.146     |
| 1999 | Colin Montgomerie  | Schottland | 1.822.880     |

Bis 1998 wurde in britischen Pfund gerechnet.
| Jahr | Sieger            | Land        | Verdienst (£) |
| ---- | ----------------- | ----------- | ------------- |
| 1998 | Colin Montgomerie | Schottland  | 993.077       |
| 1997 | Colin Montgomerie | Schottland  | 798.947       |
| 1996 | Colin Montgomerie | Schottland  | 875.146       |
| 1995 | Colin Montgomerie | Schottland  | 835.051       |
| 1994 | Colin Montgomerie | Schottland  | 762.719       |
| 1993 | Colin Montgomerie | Schottland  | 613.682       |
| 1992 | Nick Faldo        | England     | 708.522       |
| 1991 | Seve Ballesteros  | Spanien     | 545.353       |
| 1990 | Ian Woosnam       | Wales       | 574.166       |
| 1989 | Ronan Rafferty    | Nordirland  | 400.311       |
| 1988 | Seve Ballesteros  | Spanien     | 451.559       |
| 1987 | Ian Woosnam       | Wales       | 253.717       |
| 1986 | Seve Ballesteros  | Spanien     | 242.208       |
| 1985 | Sandy Lyle        | Schottland  | 162.552       |
| 1984 | Bernhard Langer   | Deutschland | 139.344       |
| 1983 | Nick Faldo        | England     | 119.416       |
| 1982 | Greg Norman       | Australien  | 66.405        |
| 1981 | Bernhard Langer   | Deutschland | 81.036        |
| 1980 | Greg Norman       | Australien  | 74.828        |
| 1979 | Sandy Lyle        | Schottland  | 49.232        |
| 1978 | Seve Ballesteros  | Spanien     | 54.348        |
| 1977 | Seve Ballesteros  | Spanien     | 46.435        |
| 1976 | Seve Ballesteros  | Spanien     | 39.503        |
| 1975 | Dale Hayes        | Südafrika   | 20.507        |

Vor 1975 basierte die Order of Merit auf einem Punktesystem, was bedeutet, dass der Sieger nicht unbedingt auch das meiste Preisgeld gewonnen hat.
| Jahr | Sieger           | Land    | Verdienst (£) | Sieger nach Verdienst | Land    | Verdienst (£) |
| ---- | ---------------- | ------- | ------------- | --------------------- | ------- | ------------- |
| 1974 | Peter Oosterhuis | England | 32.127        | Peter Oosterhuis      | England | 32.127        |
| 1973 | Peter Oosterhuis | England | 17.455        | Tony Jacklin          | England | 24.840        |
| 1972 | Peter Oosterhuis | England | 18.525        | Peter Oosterhuis      | England | 18.525        |
| 1971 | Peter Oosterhuis | England | 9.270         | Neil Coles            | England | 10.480        |

Die European Tour begann zwar offiziell erst 1972, aber es gibt eine Verdienstliste für 1971 auf der offiziellen Website und inoffizielle oder halboffizielle Verdienstlisten existierten schon davor.

## Meiste Siege auf der European Tour
| Rang | Name                 | Nation             | Siege | Zeitspanne |
| ---- | -------------------- | ------------------ | ----- | ---------- |
| 1    | Seve Ballesteros     | Spanien            | 50    | 1976–1995  |
| 2    | Bernhard Langer      | Deutschland        | 42    | 1980–2002  |
| 3    | Tiger Woods          | Vereinigte Staaten | 41    | 1997–2019  |
| 4    | Colin Montgomerie    | Schottland         | 31    | 1989–2007  |
| 5    | Nick Faldo           | England            | 30    | 1977–1996  |
| 6    | Ian Woosnam          | Wales              | 29    | 1982–1997  |
| 7    | Ernie Els            | Südafrika          | 28    | 1994–2013  |
| 8    | Lee Westwood         | England            | 25    | 1996–2020  |
| 9    | José María Olazábal  | Spanien            | 23    | 1986–2005  |
| 10   | Miguel Ángel Jiménez | Spanien            | 21    | 1992–2014  |
| 10   | Sam Torrance         | Schottland         | 21    | 1976–1998  |

## Innovation Hub
Im September 2019 riefen die European Tour und Tata Communications den Innovation Hub ins Leben. Dieser weltweite Wettbewerb bietet Start-ups die Möglichkeit, Konzepte in die Realität umzusetzen.
- Gewinner 2020: Alugha[4]